# London Underground Olympic Legends Map
London Underground Olympic Legends Map - projekt towarzyszący Letnim Igrzyskom Olimpijskim 2012 w Londynie, polegający na wydaniu specjalnej wersji schematu sieci metra londyńskiego, Docklands Light Railway oraz London Overground, w której nazwy wszystkich 361 stacji zostały zastąpione nazwiskami najsłynniejszych olimpijczyków ze wszystkich nowożytnych letnich olimpiad. Wśród wyróżnionych w ten sposób sportowców znalazło się także troje Polaków: Irena Szewińska, Waldemar Baszanowski i Robert Korzeniowski. 

## Charakterystyka mapy
Mapa została opublikowana w marcu 2012 postaci dużego plakatu, który można nabyć w sklepie internetowym Transport for London. Jej wersja w niskiej rozdzielczości została także opublikowana w Internecie. Do wersji drukowanej dołączana jest także broszura z sylwetkami sportowców. Każda z linii została przypisana do dyscypliny sportu lub ich grupy. Prawie wszyscy wyróżnieni sportowcy zdobyli przynajmniej jeden złoty medal olimpijski. Dodatkowo specjalnymi ikonami przy nazwiskach oznaczono cztery grupy sportowców:
- zdobywcy co najmniej pięciu złotych medali
- słynni olimpijczycy, którzy nigdy nie sięgnęli po złoto
- słynni olimpijczycy, którzy nie zdobyli żadnego medalu
- olimpijczycy, którzy wystąpili w znanych filmach lub zostały one nakręcone na ich temat

Według niektórych mediów olimpijskie nazwy znajdą w ciągu dwóch tygodni igrzysk w codziennym użytku na stacjach i w pociągach. Nie zostało to jednak oficjalnie potwierdzone przez Transport for London ani organizatorów igrzysk. Wyboru wyróżnionych sportowców dokonali dziennikarze sportowi Alex Trickett i David Brooks.